# АСМ-ДТ
АСМ-ДТ — экспериментальный автомат, созданный в Тульском Проектно-конструкторском технологическом институте машиностроения на основе АПС. Отличительной особенностью автомата является его способность стрелять как в обычных условиях, так и специальными боеприпасами под водой.

## Описание
Новый автомат должен был решить основной недостаток АПС — низкую эффективность при стрельбе в воздушной среде, для чего была предусмотрена возможность питания АСМ-ДТ не только патронами с игловидной пулей для подводной стрельбы (сходными с патронами МПС), но и стандартными боеприпасами 5,45×39 мм. Ствол АСМ-ДТ в отличие от АПС был сделан нарезным для обеспечения стабилизации надводных боеприпасов, а подводные пули были уменьшены в калибре для того, чтобы проходить по каналу, не врезаясь в нарезы. Также была решена возможная проблема, связанная с капиллярностью стволов малого калибра (при переходе из водной среды в воздушную вода могла удерживаться в канале ствола, что привело бы к резкому увеличению давления при выстреле и, как следствие, разрыву ствола): небольшая часть пороховых газов по специальным каналам отводилась из патронника в ствол перед пулей и «выдувала» воду. Для стрельбы подводными боеприпасами применяются широкие магазины на 26 патронов, надводными — стандартные узкие магазины для АК-74 на 30 патронов, для чего защёлка магазина выполнена подвижной. Также имеется подпружиненная шторка, перекрывающая неиспользуемую часть окна приёмника при использовании стандартных магазинов.
Дополнительные аксессуары включают в себя: пламегаситель, втулку для холостой стрельбы, прибор для малошумной стрельбы УПМС, прибор для бесшумно-беспламенной стрельбы ПБС, различные типы оптических и ночных прицелов, 40-мм подствольный гранатомёт, штык-нож, лазерный целеуказатель и тактический фонарь. Рамочный приклад складывается вбок, пистолетная рукоятка и цевьё выполнены из ударопрочного пластика.
Боевая эффективность АСМ-ДТ сопоставима с АК-74 и АПС при стрельбе в воздушной и водной среде соответственно. На вооружение автомат принят не был, и в дальнейшем команда разработчиков переключилась на более перспективный автомат — АДС.